# Kirchheim unter Teck
Kirchheim unter Teck è una città tedesca di 41 907 abitanti, situata nel land del Baden-Württemberg.

## Amministrazione

### Gemellaggi
- Rambouillet